# Alan Cumming
Alan Cumming OBE (n. 27 ianuarie 1965) este un actor scoțian de televiziune și de film, scriitor, regizor, producător și autor. Rolurile sale includ: Emcee în Cabaret, Boris Grishenko în GoldenEye, Kurt Wagner/Nightcrawler în X2: X-Men United și Fegan Floop în trilogia Spy Kids.
Cumming a apărut și în filme independente, cum ar fi The Anniversary Party, la care a fost scenarist și regizor sau în Ali Selim's Sweet Land, cu care a câștigat premiul Independent Spirit ca producător.

## Filmografie
| An   | Film                                       | Rol                                                     | Note |  |
| ---- | ------------------------------------------ | ------------------------------------------------------- | --- |  |
| 1987 | Shadow of the Stone                        | Tom Henderson                                           | serial TV |  |
| 1991 | Bernard and the Genie                      | Bernard Bottle                                          | film pentru televiziune British Comedy Award for Best TV Comedy Newcomer |  |
| 1992 | Prague                                     | Alexander Novak                                         | |  |
| 1993 | Micky Love                                 | Greg Deane                                              | film pentru televiziune |  |
| 1993 | Mr. Bean                                   | Burlacul #2                                             | serial TV necreditat |  |
| 1994 | Second Best                                | Bernard                                                 | |  |
| 1994 | Black Beauty                               | Black Beauty                                            | voce |  |
| 1995 | Circle of Friends                          | Sean Walsh                                              | |  |
| 1995 | GoldenEye                                  | Boris Ivanovich Grishenko                               | |  |
| 1995 | The High Life                              | Sebastian Flight                                        | serial TV |  |
| 1996 | Emma                                       | Mr. Elton                                               | |  |
| 1996 | 3rd Rock From The Sun                      | Seazonul 5, Episodul 18 Dick and Harry Fall Into a Hole | este expertul Angus "The Hole" McDuff |  |
| 1997 | Romy and Michele's High School Reunion     | Sandy Frink                                             | |  |
| 1997 | Spice World                                | Piers Cuthbertson-Smyth                                 | |  |
| 1997 | Buddy                                      | Dick Croner, asistentul lui Trudy                       | |  |
| 1999 | Titus                                      | Saturninus                                              | |  |
| 1999 | Plunkett & Macleane                        | Lordul Rochester                                        | |  |
| 1999 | Eyes Wide Shut                             | Hotel Desk Clerk                                        | |  |
| 1999 | Annie                                      | Rooster                                                 | |  |
| 2000 | Urbania                                    | Brett                                                   | |  |
| 2000 | God, the Devil and Bob                     | Diavolul                                                | serial TV |  |
| 2000 | The Flintstones in Viva Rock Vegas         | Mick Jagged/Gazoo                                       | |  |
| 2000 | Get Carter                                 | Jeremy Kinnear                                          | |  |
| 2001 | The Anniversary Party                      | Joe Therrian                                            | Scenarist/Producător/Regizor Nominalizare — Independent Spirit Award for Best First Feature împreună cu Jennifer Jason Leigh Nominalizare — Independent Spirit Award for Best First Screenplay împreună cu Jennifer Jason Leigh |  |
| 2001 | Sex and the City                           | O                                                       | serial TV |  |
| 2001 | Investigating Sex                          | Sevy                                                    | |  |
| 2001 | Josie and the Pussycats                    | Wyatt Frame                                             | |  |
| 2001 | Spy Kids                                   | Fegan Floop                                             | |  |
| 2001 | Company Man                                | General Batista                                         | |  |
| 2002 | Spy Kids 2: The Island of Lost Dreams      | Fegan Floop                                             | |  |
|      | Nicholas Nickleby                          | Mr. Folair                                              | National Board of Review Award for Best Cast |  |
|      | Foyle's War                                | gazdă (în rolul său)                                    | serial TV |  |
| 2003 | X2                                         | Kurt Wagner / Nightcrawler                              | |  |
| 2003 | Spy Kids 3-D: Game Over                    | Fegan Floop                                             | |  |
| 2004 | Shoebox Zoo                                | Bruno Ursul                                             | serial TV |  |
| 2004 | Garfield: The Movie                        | Persnikitty                                             | Voce |  |
| 2004 | Eighteen                                   | Părintele Chris                                         | |  |
| 2005 | Son of the Mask                            | Loki                                                    | Nominalizare – Golden Raspberry Award for Worst Supporting Actor |  |
| 2005 | Reefer Madness                             | Lector/Omul-Capră/FDR                                   | |  |
| 2005 | Ripley Under Ground                        | Jeff Constant                                           | |  |
| 2005 | Neverwas                                   | Jake                                                    | |  |
| 2005 | Sweet Land                                 | Frandsen                                                | producător Independent Spirit Award for Best First Feature |  |
| 2006 | The L Word                                 | Billie Blaikie                                          | serial TV |  |
| 2006 | Full Grown Men                             | The Hitchhiker                                          | co-producător |  |
| 2007 | Gray Matters                               | Gordy                                                   | |  |
| 2007 | Suffering Man's Charity (aka Ghost Writer) | John Vandermark                                         | producător executiv |  |
| 2007 | Tin Man                                    | Glitch                                                  | miniserial TV |  |
| 2009 | Boogie Woogie                              | Dewey                                                   | |  |
| 2009 | Dare                                       | Grant Matson                                            | |  |
| 2009 | PoliWood                                   | în rolul său                                            | documentar |  |
| 2010 | The Tempest                                | Sebastian                                               | |  |
| 2010 | Jackboots on Whitehall                     | Adolf Hitler                                            | voce |  |
| 2010 | The Good Wife                              | Eli Gold                                                | serial TV |  |
| 2010 | Lumea Fluviului                            | îngrijitorul Judas                                      | |  |
| 2010 | Burlesque                                  | Alexis                                                  | |  |
| 2018 | Instinct                                   | Dr. Dylan Reinhart                                      | serial TV |  |